# Margaret Tragett

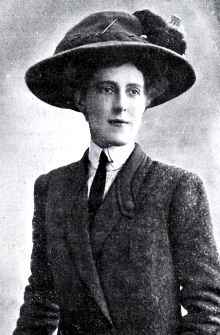
Margaret Tragett

Margaret Rivers Tragett (* 6. September 1885 in Jamaika als Margaret Larminie; † 31. März 1964 in London) war eine englische Badmintonspielerin. 1911 heiratete sie Robert Clayton Tragett, der ebenfalls ein erfolgreicher Badmintonspieler war.

## Karriere
Margaret Larminie gehörte zu den bedeutendsten Badmintonspielerinnen des zweiten und dritten Jahrzehnts des 20. Jahrhunderts. Nach zwei sieglosen Finalteilnahmen gewann sie 1914 und 1922 das Damendoppel bei den All England. 1923 siegte sie sowohl im Mixed als auch im Doppel. Ihre letzten Titel erkämpfte sie sich bei den All England 1928 im Mixed und Dameneinzel.
Sie wurde 1999 in die Badminton Hall of Fame aufgenommen.

## Sportliche Erfolge
| Saison | Veranstaltung       | Disziplin   | Platz | Name                                       |
| ------ | ------------------- | ----------- | ----- | ------------------------------------------ |
| 1908   | Irish Open          | Damendoppel | 1     | Margaret Larminie / Meriel Lucas           |
| 1908   | French Open         | Mixed       | 1     | Margaret Larminie / Frank Chesterton       |
| 1908   | French Open         | Dameneinzel | 1     | Margaret Larminie                          |
| 1908   | French Open         | Damendoppel | 1     | Margaret Larminie / Lavinia Clara Radeglia |
| 1909   | French Open         | Damendoppel | 1     | Margaret Larminie / Mary K. Bateman        |
| 1910   | All England         | Dameneinzel | 2     | Margaret Larminie                          |
| 1910   | Irish Open          | Damendoppel | 1     | Margaret Larminie / Mary K. Bateman        |
| 1910   | Irish Open          | Mixed       | 1     | Margaret Larminie / George Alan Thomas     |
| 1911   | Irish Open          | Damendoppel | 1     | Margaret Larminie / Lavinia Clara Radeglia |
| 1911   | Irish Open          | Mixed       | 1     | Margaret Larminie / George Alan Thomas     |
| 1911   | All England         | Damendoppel | 2     | Margaret Larminie / Lavinia Clara Radeglia |
| 1911   | All England         | Dameneinzel | 1     | Margaret Larminie                          |
| 1912   | All England         | Dameneinzel | 1     | Margaret Tragett                           |
| 1912   | Irish Open          | Damendoppel | 1     | Margaret Tragett / Lavinia Clara Radeglia  |
| 1912   | Irish Open          | Mixed       | 1     | Margaret Tragett / George Alan Thomas      |
| 1913   | Irish Open          | Damendoppel | 1     | Margaret Tragett / R. H. Plews             |
| 1914   | All England         | Damendoppel | 1     | Margaret Tragett / Eveline Peterson        |
| 1922   | All England         | Damendoppel | 1     | Margaret Tragett / Hazel Hogarth           |
| 1923   | All England         | Mixed       | 1     | Gordon Mack / Margaret Tragett             |
| 1923   | All England         | Damendoppel | 1     | Margaret Tragett / Hazel Hogarth           |
| 1923   | Scottish Open       | Mixed       | 1     | Margaret Tragett / George Alan Thomas      |
| 1924   | Scottish Open       | Mixed       | 1     | Margaret Tragett / George Alan Thomas      |
| 1925   | Scottish Open       | Dameneinzel | 1     | Margaret Tragett                           |
| 1925   | Scottish Open       | Damendoppel | 1     | Margaret Tragett / Marjorie Barrett        |
| 1925   | Irish Open          | Dameneinzel | 1     | Margaret Tragett                           |
| 1925   | All England         | Damendoppel | 1     | Margaret Tragett / Hazel Hogarth           |
| 1926   | Irish Open          | Dameneinzel | 1     | Margaret Tragett                           |
| 1926   | Scottish Open       | Dameneinzel | 1     | Margaret Tragett                           |
| 1926   | Scottish Open       | Damendoppel | 1     | Margaret Tragett / C. T. Duncan            |
| 1926   | Scottish Open       | Mixed       | 1     | Margaret Tragett / George Alan Thomas      |
| 1927   | All England         | Damendoppel | 1     | Margaret Tragett / Hazel Hogarth           |
| 1928   | Scottish Open       | Dameneinzel | 1     | Margaret Tragett                           |
| 1928   | All England         | Mixed       | 1     | Albert Edward Harbot / Margaret Tragett    |
| 1928   | All England         | Dameneinzel | 1     | Margaret Rivers Tragett                    |
| 1928   | Scottish Open       | Damendoppel | 1     | Margaret Tragett / E. F. C. MacDonald      |
| 1928   | Welsh International | Dameneinzel | 1     | Margaret Tragett                           |
| 1930   | Scottish Open       | Damendoppel | 1     | Margaret Tragett / C. T. Duncan            |
| 1932   | Scottish Open       | Damendoppel | 1     | Margaret Tragett / C. T. Duncan            |
| 1933   | Dutch Open          | Damendoppel | 1     | Margaret Tragett / Marian Horsley          |
| 1933   | Dutch Open          | Dameneinzel | 1     | Margaret Tragett                           |
| 1936   | French Open         | Damendoppel | 1     | Margaret Tragett / Marian Horsley          |